# Alexandre Flan
Pour les articles homonymes, voir Flan (homonymie).
Alexandre Flan (30 mai 1821 à Paris - 15 septembre 1870 à Paris) est un chansonnier, vaudevilliste, poète et goguettier français.

## Biographie

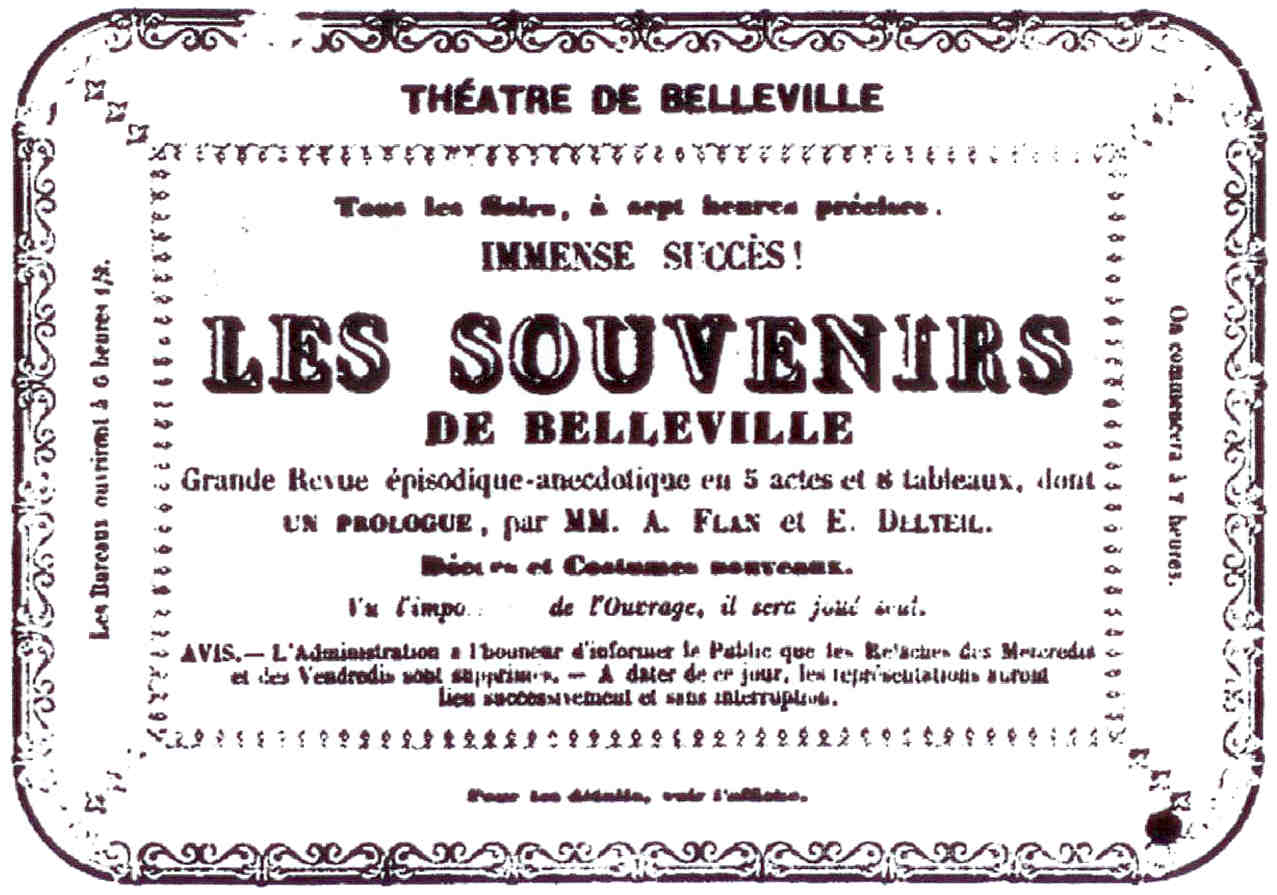
Annonce en 1859 de la revue de Flan et Delteil Les Souvenirs de Belleville.

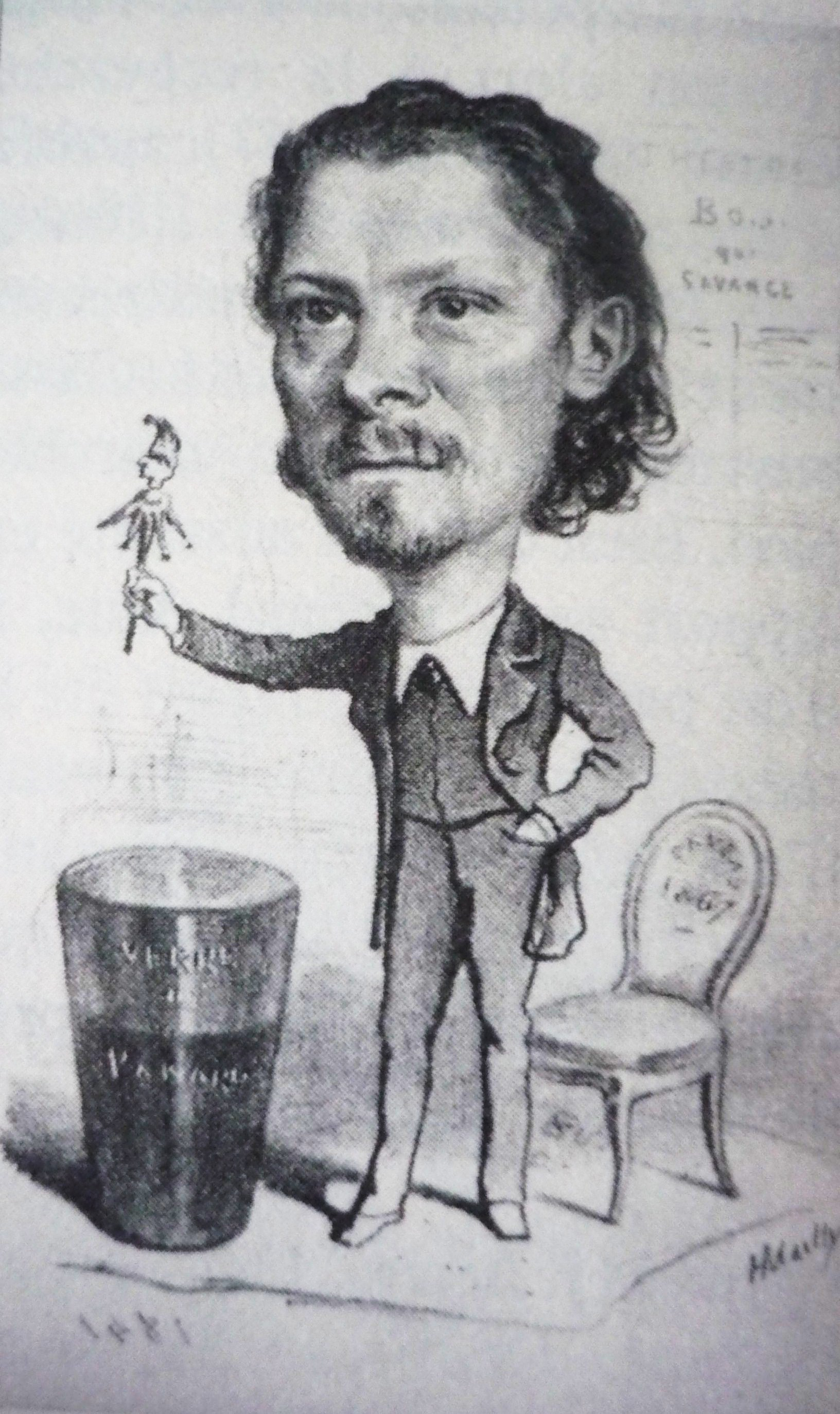
Alexandre Flan vu par Hippolyte Mailly.

Marie Alexandre Flan est né rue Saint-Honoré le 30 mai 1821. Ses parents sont dans le commerce. Ils tiennent un grand magasin de porcelaine et cristaux.
Dès l'âge de onze ans, Alexandre Flan est mis au collège où il fait d'excellentes études. Il est studieux et travaille avec la plus grande facilité. Il est de ces élèves qui accaparent tous les premiers prix de leur classe à la fin de l'année. 
Son père souhaite qu'il devienne avocat. Sa vocation  va en faire un vaudevilliste amusant et un spirituel chansonnier. 
Il fait ses débuts dans l'art dramatique, aux petits théâtres du boulevard du Temple, ayant pour amis et collaborateurs Guénée, Paul Avenel, Ernest Blum et Amédée de Jallais. 
Sa grande facilité de travail le porte à faire des œuvres de circonstance, légères et fugitives. Son œuvre se compose principalement de revues de fin d'année, montées avec un luxe de décors et une escouade de jeunes et jolies femmes. Il a beaucoup de talents pour tourner les couplets et les rondeaux, qui foisonnent dans ce genre de pièces et en font tout le succès. Parmi son bagage théâtral, on peut relever en première ligne, ses revues ayant pour titre : Lâchez tout !, Zut au berger, et Bu qui s'avance, qui ont chacune plus de cent représentations. Il écrit également cinquante vaudevilles avec divers collaborateurs.
En 1859, juste avant l'annexion de Belleville à Paris, le Théâtre de Belleville donne une revue historique récapitulative de l'histoire de Belleville, œuvre d'Alexandre Flan et Émile Delteil : Les Souvenirs de Belleville. 
Flan est apte à tous les genres de pièces, comme il est apte à tous les genres de chansons ; son esprit obéit facilement à sa volonté et sans fatigue se plie à tout. Il fait partie des invités de la goguette des Gnoufs-Gnoufs, qui regroupe des chansonniers, vaudevillistes et gens du théâtre au nombre desquels Eugène Labiche. Il participe aussi à la goguette parisienne du Poulet sauté, qui durant l'été se transporte à la campagne et devient la goguette du Poulet errant. Il entre au Caveau en 1864 comme membre titulaire, et en est nommé président en 1867.
Il fonde, avec François Polo, le journal L'Éclipse. Ses articles, dans cette feuille, sont généralement signés avec les pseudonymes d'Adrien Leullier ou Justin Langlois. 
En 1868, il devient le rédacteur en chef de La Chanson illustrée, dont le gérant est François Polo. Cette publication a un grand succès. Il signe encore ses articles avec ses pseudonymes et tient l'emploi de l'homme-orchestre dans la rédaction. À lui seul, il joue de tous les instruments. Ainsi, Veuillot chansonnier, le Franc-Boisy prussien sont sous la signature de Justin Langlois ; l'Avenir du piano sous le nom d'Adrien Leullier, et Horrible histoire ! Le Cigare d'un sou, sont signés Alexandre Flan. 
Selon Henri Avenel, Alexandre Flan  voyait le succès d'un camarade sans en être jaloux et en dire du mal, ce qui est rare dans le milieu des artistes du spectacle.
Survient la guerre franco-prussienne de 1870. Alexandre Flan, avec son journal La Chanson illustrée, appelle à combattre l'adversaire dont il souhaite la défaite.
Les revers de la guerre vont amener une tragédie dans la vie du chansonnier et le conduire au suicide.
Alexandre Flan possède, à Neuilly, une petite maison qu'il a achetée avec ses économies et même qu'il n'a pas encore fini de payer. Il n'a plus qu'une échéance a acquitter pour être tout à fait propriétaire de l'immeuble. C'est la première maison qu'il possède. Il peut enfin recevoir ses amis chez lui. Il a beaucoup travaillé pour arriver à ce résultat et en est très heureux. 
Dans cette maison modeste, il a rassemblé tout ce qui lui est cher, tout ce qu'il aime. Ses livres, bibelots, tableaux, meubles sont pour lui comme des amis intimes qui font partie intégrante de son existence. 
Le 4 septembre 1870 arrive, avec la capitulation de l'armée française à Sedan. Cette grande victoire allemande conduit à la déchéance de l'empereur Napoléon III et la proclamation à Paris de la IIIe République. 
L'armée allemande marche sur Paris qui s'apprête au siège. Un jour, vers la fin de la semaine qui suit le 4 septembre, un chef du génie de l'armée de Paris vient dire à Flan que sa maison se trouve dans la zone militaire et doit disparaître. Elle nuit à la défense de la capitale. Cette annonce frappe Alexandre Flan comme un coup de foudre. Il est atterré. Que faire ? Faut-il déménager, fuir, abandonner sa maison ? La nuit qui suit, il ne dort pas. Cependant, il n'arrive pas à croire que ce qu'on lui a dit est possible. Le lendemain, dans l'après-midi, le chef du génie revient, avec ses hommes, et dit à Alexandre Flan « Monsieur, je vous avais prié de déménager, vous n'en avez rien fait, tant pis pour vous. Je vais raser votre maison. » 
Flan, à la hâte fait des paquets de ses habits, de son linge, enveloppe divers objets dans ses draps de lit et fait porter le tout sur le bord de la route en attendant qu'il y eût une voiture pour le transport à Paris. 
Aussitôt, les hommes du génie militaire se mettent à l'œuvre. La maison est minée et anéantie rapidement sous les yeux du chansonnier. 
Devant ce spectacle, il porte la main à sa poitrine, comme s'il avait reçu un coup. Il est pâle, la figure contractée et pleure. 
Il rentre à Paris vers la fin du jour et s'installe dans une chambre d'hôtel garni, rue de Hanovre. 
Il est seul et ne se couche pas. 
Le lendemain matin, 15 septembre 1870, le maître d'hôtel ne le voyant pas paraître, monte chez lui et le trouve mort, étendu sur la descente du lit. 
Il s'est percé le cœur d'un coup de poignard.

## Source
- Henri Avenel, Chansons et chansonniers, C. Marpon et E. Flammarion éditeurs, Paris 1890, pages 242-249.